# Agustí Peiró i Expósito
Agustí Peiró i Expósito   (Massamagrell, 9 de juliol de 1964) és un escriptor i tècnic lingüístic valencià.

## Biografia[calcitació]
Ha treballat com a corrector lingüístic en les editorials Germania Serveis Gràfics, 7 i mig editorial de poesia i Brosquil edicions, actualment treballa com a tècnic lingüístic per al periòdic de la Universitat de València Nou Dise. Ha publicat les novel·les L'escriptor infinit (Editorial Camacuc, 1996) i L'home tranquil (Set i mig editorial de poesia, 1999), la plaquet de poesia Essència (Quaderns de Rafalell, 1997), el llibre de literatura infantil Xuxi, el gos rialler (Editorial Germania,1997), els assajos Ésser i moral (Brosquil edicions, 2002) Diccionari personal (Brosquil edicions, 2005) i Primeres propostes (Llibres de L'Aljamia, 2009) i els llibres d'aforismes Temps moderns (Llibres de L'Aljamia, 2004) i Tot està permés (Llibres de L'Aljamia, 2007). Ha participat en diversos llibres col·lectius de narrativa com ara Lletrasex (Germania, 1994), Microsexe (Oikos-Tau, 1998), Històries a la llum del cresol (Edicions Cardells, 1998), a més ha publicat poesia a l'antologia de poetes de l'Horta Nord Solcs de paraules (Llibres de L'Aljamia, 2000). Ha col·laborat en les publicacions Levante-EMV, Cartelera Turia, Nou Dise, La Roda del Temps i Mas de Grell. De 1991 ençà forma part del consell de redacció de la revista de creació literària L'Aljamia i del col·lectiu d'escriptors aixoplugats sota el nom d'Alba M amb els quals va publicar la novel·la Jo també la vaig conèixer (Germania, 1995). És membre de Deu de la Ploma. Cooperativa de Lletres.

## Obres

### Poesia
- Essència, Quaderns de Rafalell (separata de la revista l'Aljamia),1997
- Teuladins. Editorial Neopàtria, 2024

### Novel·la
- L'escriptor infinit, Editorial Camacuc, 1996[1]
- L'home tranquil, Set i mig editorial, 1999[1]

### Narrativa Infantil
- Xuxi, el gos rialler, Set i mig editorial, 1997

### Assaig
- Ésser i moral, Brosquil edicions, 2002
- Diccionari personal, Brosquil edicions, 2005
- Temps moderns (aforismes), Llibres de l'Aljamia, 2004
- Tot està permés (aforismes), Llibres de l'Aljamia, 2007
- Primeres propostes, Llibres de l'Aljamia, 2009
- Segones propostes, Llibres de l'Aljamia, 2011
- Terceres propostes, Editorial Germania, Alzira, 2013

## Premis
- Premi de Narrativa Infantil Vila de Puçol, 1991[1]